# Dąb Mazowiecki Bartek
Dąb Mazowiecki Bartek – pomnikowy dąb szypułkowy, rosnący na terenie miejscowości Emów, w gminie Wiązowna, w powiecie otwockim.

## Charakterystyka
To drzewo mające obwód 587 cm i wysokość 25 m (w 2011 roku). Pień jest niewysoki i masywny, ponadto skręcony wokół własnej osi i pokryty licznymi mchami oraz porostami. Mazowiecki Bartek ma stosunkowo szeroką koronę, o wymiarach 26,5 x 20 m. Nazwa nawiązuje do słynnego Bartka z gminy Zagnańsk, ale obwód opisywanego okazu jest o prawie 4 m mniejszy, niż większego i starszego drzewa z województwa świętokrzyskiego.
Stan zdrowotny wiekowego dębu jest zadowalający, choć widoczny jest ubytek kominowy. Dodatkowo Mazowiecki Bartek posiada szeroką ranę, być może od uderzenia pioruna. Drzewo jest prawdopodobnie całkowicie wypróchniałe wewnątrz pnia. 
Wiek tego dębu ocenia się na około 300 lat.

## Lokalizacja
Mazowiecki Bartek rośnie w rezerwacie Świder, obejmującym częściowo doliny rzek: Świdra i jego dopływu, Mieni. Opodal dębu występuje wiele chronionych roślin i zwierząt, między innymi 25 gatunków ryb, wydr czy dzięciołów. Do drzewa prowadzi ścieżka wzdłuż Mieni.